# 小行星4462
小行星4462（英語：4462 Vaughan）是围绕太阳公转的小行星，绝对星等是199.58294等，1952年4月24日由McDonald Observatory在杰夫·戴维斯县发现。